# Pidonia amurensis
Pidonia amurensis là một loài bọ cánh cứng trong họ Cerambycidae.